# Hippolyte Sebert
Pour les articles homonymes, voir Sebert.
Hippolyte Sebert, né à Verberie le 30 janvier 1839 et mort le 23 janvier 1930 à Paris, enterré à Verberie, est un scientifique, général d'armée français et espérantiste. Il était cofondateur de l'Office International de Bibliographie (OIB), devenu plus tard l'Institut International de Bibliographie. Hippolyte Sebert est également un grand défenseur de l'espéranto , dont il préside un temps la fédération française. La bibliothèque historique de Espéranto-France située à Paris porte son nom .

## Biographie

### Carrière militaire
La première partie de la vie d'Hippolyte Sebert est marquée par l'orientation militaire. Après des études à Douai, il entre à l'École Polytechnique en 1858. Il en sort en 1860 comme officier d'artillerie de marine et il est envoyé à Toulon. Il conçoit alors des appareils de mesure de déformation pour la construction des canons.
Il séjourne ensuite en Nouvelle-Calédonie de 1866 à 1870 à la tête de la Direction de l'Artillerie de Marine, où il s'intéresse aux propriétés mécaniques des arbres. Il répertorie de nouvelles espèces botaniques auxquelles il attribue son nom dans diverses régions.
Pendant la guerre de 1870, il participe à la défense de Paris dans la IIe Armée. Devenu aide-de-camp du général Frébault, il participe avec lui à la bataille de Champigny. Il est nommé commandeur de la Légion d'honneur en 1888.
Il réalise de nombreuses recherches concernant la balistique et la mécanique des canons et dirige le laboratoire central de l'artillerie de marine. Il étudia avec son ami Pierre-Henri Hugoniot des recherches sur les détentes gazeuses qui accompagnent la détonation d'un canon. 
Il est promu au grade de général de brigade en 1890. En 1904, le général Sebert fut l'un des acteurs de la réhabilitation du capitaine Alfred Dreyfus : il préside la commission de quatre généraux chargée d'étudier le fameux « bordereau », et conclut que celui-ci ne peut avoir été rédigé par un officier d'artillerie.

### Carrière scientifique et documentaire
Après sa retraite militaire, sa carrière scientifique s'affirme. Il devient ingénieur-conseil puis administrateur délégué de la Société des forges et chantiers de la Méditerranée. Il est élu membre de l'Académie des sciences (section de mécanique) en 1897, succédant à Aimé-Henry Résal.  
Il anime le bureau bibliographique de Paris (BBP) dès 1898,. Cette institution est étroitement liée à l'office international de bibliographie (OIB), fondé en Belgique dès 1895 par Paul Otlet, Henri La Fontaine et Hyppolyte Sebert dont le dernier était le vice-président. Plus tard, l'OIB devient l'institut international de bibliographie (IIB). La coopération entre Paul Otlet et Hippolyte Sebert est étroite et permanente, ainsi qu'entre Hyppolyte Sebert et Henri La Fontaine, comme en témoigne leur correspondance entre 1898 et 1921 et une déclaration lors d'une réunion au BBP. Manifestement, ces hommes partageaient le même idéal internationaliste et dans ce but défendaient la diffusion de la connaissance, l'emploi de l'espéranto et la mise en place d'une normalisation des outils intellectuels. Dans ce contexte, il fait la promotion de la  Bibliographique Universel et de la Classification décimale universelle (CDU), et travaille plus particulièrement sur la documentation technique et industrielle en France.
Il préside en 1900 l'Association française pour l'avancement des sciences et participe à la création de SupOptique. Il est aussi président de la société française de photographie de 1901 à 1929, succédant à Louis-Alphonse Davanne, président de 1876-1901 et suivi par Léon Gaumont de 1930 à 1933. Ses travaux portent en particulier sur l'élaboration d'un système de fiches à remplir par les photographes ou les donateurs, à envoyer en même temps que les images, l’ensemble de ces fiches constituant au fur et à mesure un répertoire des épreuves photographiques.

## Distinctions
- Commandeur de la Légion d'honneur

## Œuvres
Sur les Sciences et techniques :
- Richard Frères (1886), Notice sur les instruments enregistreurs construits par ..., comprenant le rapport de M. le colonel Sebert ..., Paris, Richard Frères, 81 p.
- Notice sur les instruments enregistreurs construits par Richard Frères, comprenant le rapport de M. le Colonel Sebert, à la société d'encouragement pour l'industrie nationale et l'exposé des perfectionnements et applications nouvelles / Colonel Hippolyte Sebert, Paris : [s.n.], 1884, 35 p. ; In-4°

Sur la documentation : 
- La documentation technique et industrielle, Général Sebert, "Génie civil", Tome LXXII, n°21, du 25 mai 1918, p.375-378 (sur Gallica.bnf.fr)
- La documentation technique et industrielle, Général Sebert, Génie Civil, Tome LXXII, n°22 du 1er juin 1918 p.393-396 (sur Gallica.bnf.fr)

Sur l’espéranto ou en espéranto :
- 1990 : 'Leteroj de Sebert al Ludoviko Zamenhof', éditeur Ito Kanzi.
- 1920 : "Le mouvement espérantiste avant la guerre et depuis 1914".
- 1910 : "La langue internationale auxiliaire Esperanto".
- 1910 : "Modela klasifiko de Esperantaj bibliotekoj laŭ sistemo de la decimala klasifiko uzata por la Universala Bibliografia Repertorio[10]
- 1909 : "L’espéranto et les langues nationales".

### Liens connexes
- Bibliographie